# Kobylnice (Kutná Hora)
Kobylnice é uma comuna checa localizada na região da Boêmia Central, distrito de Kutná Hora.